# NGC 3067
NGC 3067 је спирална галаксија у сазвежђу Лав која се налази на NGC листи објеката дубоког неба.
Деклинација објекта је + 32° 22' 12" а ректасцензија 9h 58m 21,5s. Привидна величина (магнитуда) објекта NGC 3067 износи 12,0 а фотографска магнитуда 12,8. Налази се на удаљености од 24,2000 милиона парсека од Сунца. NGC 3067 је још познат и под ознакама UGC 5351, MCG 6-22-46, CGCG 182-51, A 0955+32, KUG 0955+326, IRAS 09554+3236, PGC 28805.